# 599
Évszázadok: 5. század – 6. század – 7. század
Évtizedek: 540-es évek – 550-es évek – 560-as évek – 570-es évek – 580-as évek – 590-es évek – 600-as évek – 610-es évek – 620-as évek – 630-as évek – 640-es évek
Évek: 594 – 595 – 596 – 597 –  598 – 599 – 600 – 601 – 602 – 603 – 604

## Események

### Bizánci Birodalom
- Az avarok állítólag foglyul ejtenek egy 12 ezres bizánci sereget és amikor Maurikiosz császár nem hajlandó váltságdíjat fizetni értük, valamennyi foglyot lemészárolják.
- Priszkosz és Komentiolosz hadvezérek Singidunumnál (Belgrád) egyesítik erőiket és a Duna mentén lefelé haladva Viminaciumnál találkoznak az avarok főseregével, amelyet Baján kagán négy fia vezet. Tíz napon belül háromszor ütköznek meg az avarokkal és döntő győzelmet aratnak, közel 30 ezret megölnek közülük, köztük Baján fiait is. Priszkosz ezután északnak fordul és betör az Alföldre, az avarok szállásterületére, ahol a Tisza mentén ismét győzelmet arat és feldúlja az avarok és vazallusaik, a gepidák földjeit. 17 ezer foglyul ejtett barbárt rabszolgaként délre küld, de Maurikiosz, aki még nem értette meg győzelme mértékét, szabadon engedi őket, hogy bizonyítsa Baján kagán felé jóindulatát.
- Komentiolosz dél felé haladva ismét megnyitja a Balkán-hegységben a stratégiai fontosságú Traianus kapuja hágót (a mai Ihtiman mellett).
- Itáliában a Ravennai Exarchátus kormányzója, Kallinikosz visszaveri az Isztriai-félszigetre betörő szlávokat.
- Kallinikosz elrabolja Agilulf longobárd király lányát és kiújul a háború a longobárdokkal.

### Európa
- A 14 éves II. Theudebert austrasiai király elűzi udvarából a régensi feladatokat ellátó nagyanyját, Brünhildát. Brünhildát állítólag egy paraszt vezeti el másik unokája, II. Theuderic burgundiai király udvarába, akit ezért kineveznek Auxerre püspökévé. Nagyanyja nyomására Theuderic hadat üzen Theudebertnek és Sensnél legyőzi a seregét.
- A neves költőt, Venantius Fortunatust kinevezik Poitiers püspökévé.

### Ázsia
- Tulan, a Göktürk Birodalom kagánja és Tardu, a birodalom nyugati felének kormányzója közös támadást indít a kínai Szuj-dinasztia ellen, amely azonban csúfos kudarcba fullad. Tulant saját emberei meggyilkolják, Tardu pedig az egész birodalom kagánjának nyilvánítja magát.
- Meghal Hje, a koreai Pekcse királya. Utóda fia, Pop.

## Halálozások
- Tulan, a Türk Birodalom kagánja
- Hje, Pekcse királya

## Fordítás
- Ez a szócikk részben vagy egészben  a(z)   599 című angol Wikipédia-szócikk ezen változatának fordításán alapul.  Az eredeti cikk szerkesztőit annak laptörténete sorolja fel. Ez a jelzés csupán a megfogalmazás eredetét és a szerzői jogokat jelzi, nem szolgál a cikkben szereplő információk forrásmegjelöléseként.